# 1-丁氧基-2-丙醇
1-丁氧基-2-丙醇是化学式 C7H16O2的有机化合物。

## 性质
1-丁氧基-2-丙醇是无色液体，有醚的气味，可溶于水。

## 用处
1-丁氧基-2-丙醇可用作溶剂和驱虫剂。

## 危害
1-丁氧基-2-丙醇蒸汽会和空气形成爆炸性混合物（闪点 59 °C，自燃温度 260 °C）。